# Indiaca
La indiaca (conjunción del término alemán indianer con el portugués peteca) es un deporte de equipo que se juega en una cancha similar a la de voleibol, pero golpeando con la mano una “pelota con plumas”. La pelota está especialmente diseñada para este deporte, aunque es un volante similar al usado en el bádminton.
El objetivo del juego es golpear la pelota enviándola al campo contrario por encima de la red, para que caiga dentro del campo del rival, evitando que la pelota caiga en el propio. Cada equipo dispone de tres toques (además del golpe de bloqueo) para pasar la pelota al lado contrario.
La pelota, también llamada indiaca o peteca, es puesta en juego a través de un saque con la mano, en la cual el jugador golpea la bola para que pase por encima de la red hacia el lado del equipo contrario. El juego continúa hasta que la pelota toque el suelo, el cuerpo de algún jugador (solo se permite el contacto con los brazos, hasta el codo), o hasta que salga del campo o un equipo falle al devolverla al lado contrario. En ese momento, el equipo que gana el juego suma un punto, gana el derecho de saque y sus jugadores deben rotar una posición en sentido de las agujas del reloj.
La indiaca es un deporte técnicamente similar al voleibol, aunque la pelota indiaca es más fácil de manejar por su reducido peso y los golpes básicos son más fáciles de aprender.

## Historia

### Origen
La palabra peteca es un término portugués originario de Brasil, que procede de palabras antiguas indígenas como petek en idioma tupí o petez en idioma guaraní, y que significan golpear con la mano abierta.
La peteca era una actividad recreativa que practicaban los indígenas nativos brasileños incluso antes de la llegada de los portugueses. Los indígenas utilizaban una pelota que era construida con hojas de plantas, o un pequeño saco de cuero relleno de tierra o arena, al que unían unas plumas.
Este juego, como muchas otras actividades físicas, nació y creció como un juego popular, una diversión al aire libre, para jugar y recrearse. Aunque, como ocurre con muchos de los juegos populares antiguos, es muy difícil averiguar con precisión su fecha de origen primitiva.
Sus características son similares a las del juego jianzi que se inventó en China en el siglo V a. C., con la diferencia de que este se juega con los pies y otras partes del cuerpo excepto los brazos.

### Expansión
Los brasileños acudieron por primera vez a unos Juegos Olímpicos en la edición de Bélgica en 1920, y llevaron petecas para realizar los ejercicios de calentamiento. Numerosos atletas de otras delegaciones se interesaron en la práctica de la peteca y José María Castelo Branco, jefe de la delegación brasileña, se sintió avergonzado por las repetidas peticiones de normas formuladas por los atletas y técnicos finlandeses. Entonces se le correspondió al estado brasileño de Minas Gerais la misión de darle un sentido competitivo al deporte, y se realizaron los juegos internos de los clubes pioneros de Belo Horizonte en la década de 1940.
El profesor de educación física alemán Karl Hans Krohn importó de Brasil la idea del juego de la peteca hasta Alemania en 1936. Krohn desarrolló la peteca a su forma actual como un juego de equipo. Para denominar al juego, Krohn creó una nueva palabra; “indiaca”, formada de la conjunción del término alemán indianer (que significa indígena) con el término portugués peteca. El uso de este término se estableció fuera de Brasil en Asia y Europa.

### Organización
La idea de crear una asociación internacional para regular el deporte nació en el festival gimnástico del 5 de junio de 1998 en Alemania, entre los representantes de Alemania, Japón, Luxemburgo y Estonia. El 26 de marzo del año 2000 se fundó en Mahlow (Alemania) la IIA (International Indiaca Association), formada con seis países miembros: Alemania, Brasil, Eslovaquia, Estonia, Japón y Suiza. Posteriormente se unieron Luxemburgo y Corea a la asociación.

## Reglamento
Las siguientes reglas de juego están estipuladas en los reglamentos oficiales vigentes, aprobados por la IIA en 2008, en dos modelos: básico y oficial.

### Área de juego
El área de juego debe ser una zona plana y horizontal rectangular de 16 metros de largo y 6,1 metros de ancho, con una altura libre de seis metros desde el suelo. En competiciones oficiales, es necesario disponer de una zona libre de al menos tres metros en todo el perímetro.
La zona de juego debe estar delimitada por líneas visibles en el suelo de 4 a 5 centímetros de ancho. Estas líneas se deben dibujar en el interior de las dimensiones de la zona de juego. Una línea central divide el campo en dos mitades, una por equipo. Paralelamente a la línea central, y a tres metros de distancia de su borde, se dibuja la línea de ataque en cada lado del campo. La zona frontal o zona de ataque está comprendida entre la línea central y la de ataque. La zona de saque mide 6,1 metros de ancho y se encuentra desde la línea de fondo hasta el final del área libre.

### La red
Por encima de la línea central se coloca la red vertical que divide el campo.
La altura superior de la red depende la categoría del juego (es decir, de la edad y del sexo de los participantes), según la tabla siguiente:
|                              | Altura de la red (en centímetros) | Altura de la red (en centímetros) | Altura de la red (en centímetros) |
| Categorías                   | Masculina                         | Femenina                          | Mixta                             |
| ---------------------------- | --------------------------------- | --------------------------------- | --------------------------------- |
| Juvenil (11-14 años)         | 215                               | 205                               | 210                               |
| Júnior (15-18 años)          | 225                               | 215                               | 220                               |
| Abierta (sin límite de edad) | 235                               | 220                               | 225                               |
| Sénior (40 o más años)       | 225                               | 210                               | 215                               |

Esta altura debe medirse desde el centro, y no se debe exceder en sus extremos por más de dos centímetros.
La red debe medir al menos 610 centímetros de largo por 80-120 centímetros, y su malla de enredado debe ser de cuadrados de 3 a 5 centímetros.
Dos líneas verticales deben coincidir con los bordes laterales que delimitan el campo de juego, y otras dos antenas deben sobrepasar la altura de la red en 80 centímetros, marcadas en tramos de diferente color a cada 10 centímetros.
Para las competiciones oficiales, los postes que sujetan la red deben estar separados del campo de juego al menos 50 centímetros.

### La pelota

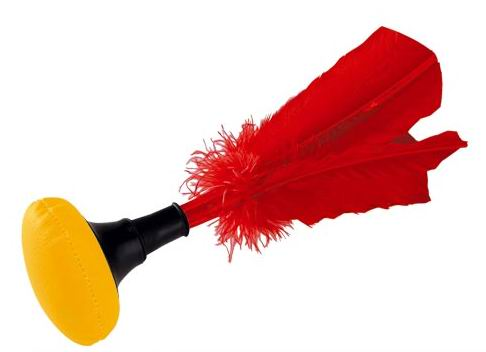
Indiaca, pelota especial del juego.

La pelota o volante no debe tener daños externos y debe tener cuatro plumas enteras.
Para competiciones oficiales, es necesario disponer de tres pelotas adicionales iguales por partido.

### Equipos

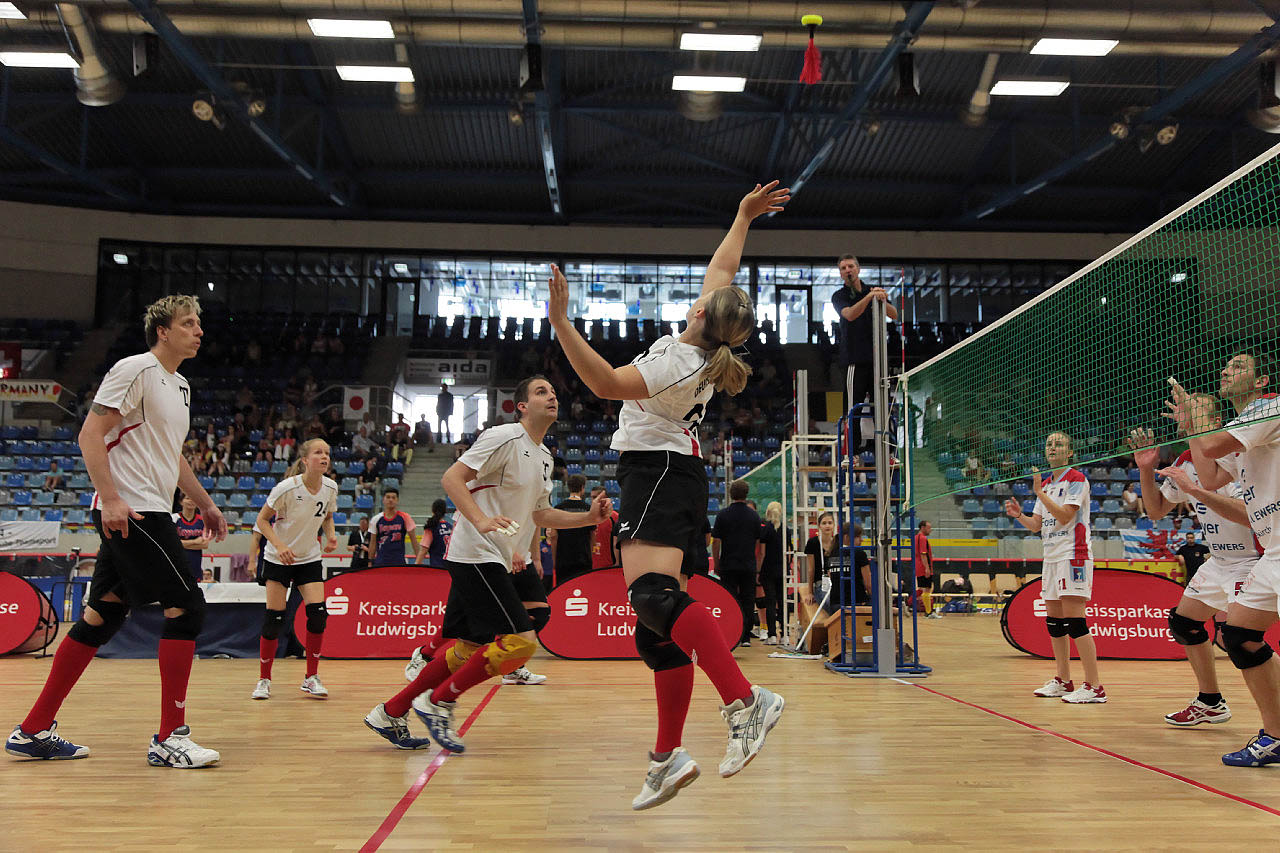
Partido con jugadores mixtos.

Cada equipo tiene cinco jugadores en el campo y puede disponer de hasta otros cinco suplentes.
En categorías mixtas tiene que haber en el campo al menos dos mujeres y dos hombres.

#### Posiciones
La posición I corresponde al jugador que realiza el saque, o al defensa derecho en el equipo que lo recibe. Las posiciones II, III y IV son los atacantes derecho, central e izquierdo. Finalmente la posición V es la del defensa izquierdo.
En el momento de cada saque, los jugadores de cada equipo deben estar en su posición, a excepción de la persona que realiza el saque, siendo que los defensas deben estar detrás de los atacantes.
Cuando un equipo gana el derecho de saque, sus jugadores deben intercambiar una posición en el sentido de las manecillas del reloj.
Después del saque y para jugar la pelota, los jugadores pueden moverse libremente por su área de juego y su zona libre.

### Sistema de juego
Un equipo gana un turno cuando:
- consigue que la pelota toque el suelo dentro del campo de juego del oponente
- cuando el oponente comete una falta
- cuando el oponente recibe una penalización

Si se cometen varias faltas consecutivas, solo se sanciona la primera de ellas.
Si son simultáneas se declara doble falta y se repite el turno de juego.
Si el equipo que saca gana el turno, suma punto y continúa sacando. 
Si gana el equipo que recibe el saque, suma un punto, gana el derecho de saque y sus jugadores deben rotar una posición en sentido de las agujas del reloj.
Se gana un set cuando un equipo alcanza 25 puntos y una ventaja de 2 puntos respecto a la puntuación del contrincante.
Se pueden jugar partidos de tres o cinco sets. Se gana el partido si se ganan dos sets en partidos a un total de tres, o si se ganan tres sets en partidos de cinco.
En partidos básicos (no oficiales) se puede acordar previamente un límite de tiempo, y gana el equipo que más puntos sume al final del tiempo estipulado.

#### Faltas
Durante el juego se considera falta cuando:
- Un equipo usa más de tres golpes (además del bloqueo) para pasar la pelota al campo contrario.
- Más de un jugador del mismo equipo toca la pelota al mismo tiempo (sin contar el bloqueo).
- Algún jugador no está en su posición de juego en el momento de un saque.
- Un jugador toca la pelota más de una vez consecutiva (sin contar el bloqueo).
- Un jugador usa ambas manos para controlar la pelota (excepto en el bloqueo), o cualquier otra zona del cuerpo que no sean manos y brazos hasta el codo.
- Un jugador sujeta, atrapa o arrastra la pelota con la mano.
- Un jugador toca la red, las antenas, los cables o los postes.
- Un jugador invade el campo contrario, incluso si es por encima o por debajo de la red.
- Un jugador en posición de defensa participa en un bloqueo.
- Un jugador en posición de defensa ejecuta un ataque desde la zona frontal y la pelota está por encima de la red.
- Un jugador bloquea el saque del equipo contrario.
- Un jugador devuelve el saque del equipo contrario inmediatamente mediante un ataque desde la zona frontal y la pelota está por encima de la red.
- Un jugador efectúa un saque fuera de la zona de saque correspondiente.
- La pelota toca las antenas, los cables, los postes e incluso la red en la parte exterior a la zona de juego.
- La pelota toca la red en el lanzamiento de saque (sí se permite cuando no es saque).
- La pelota cruza al lado opuesto fuera de la zona superior delimitada por la red y las antenas o su prolongación imaginaria
- La pelota no alcanza el lado contrario en un saque con un solo golpe.
- La pelota cae fuera del campo del juego del adversario en un ataque o en un bloqueo.

#### Interrupciones
Cada equipo puede solicitar hasta dos tiempos muertos de treinta segundos por cada set, incluso si son consecutivos.
No obstante, no se permiten interrupciones en los partidos básicos (no oficiales) en los que se determine un límite de tiempo.
Entre dos sets se hace un descanso de tres minutos antes del intercambio de campo.
En el último set se realiza un intercambio de campo, pero sin descanso, cuando uno de los equipos alcance los trece puntos.
Se permiten hasta cuatro sustituciones para cada equipo por cada set, con un máximo de dos simultáneas.
Un jugador sustituto solo puede ser reemplazado por el mismo jugador original por el que hizo la sustitución, a excepción de cambio por lesión.

#### Tarjetas
El árbitro dispone de tarjetas de colores para notificar a los jugadores las sanciones:
- Tarjeta verde de advertencia: cuando muestra el primer aviso por conducta irregular.
- Tarjeta amarilla de penalización: cuando se muestra el segundo aviso; penalización con pérdida de turno de juego.
- Tarjeta roja de expulsión del partido: el sancionado debe abandonar el área de juego, el banquillo y la zona de calentamiento.
- Doble tarjeta amarilla y roja de descalificación por conducta agresiva: implica la expulsión completa de la competición.

## Variaciones y similitudes
- Bádminton, deporte similar que se juega con raquetas.
- Jian zi, deporte similar que se juega sin usar ni las manos ni los brazos.
- Voleibol, deporte similar que se juega con un balón esférico.
- Peteca, deporte similar origen de la indiaca que se juega individual o por parejas.[14]
- Tobdaé, juego tradicional de los xavantes que se juega sin cancha, uno contra uno y con tres pelotas cada jugador. El objetivo del juego es alcanzar al rival con la pelota.[15]
- Mangá, juego tradicional guaraní basado en el tobdaé pero con pelotas creadas con hojas de maíz.[15]
- Yó, juego tradicional guaraní con una pelota creada con plumas y media mazorca de maíz, donde gana el jugador que consiga jugarlo desde más lejos.[15]
- Queimada, juego brasileño basado en el tobdaé que se juega por equipos.[16]
- Quemal, juego tradicional zuñi en que pierde al que le caiga el volante.[17]